# Apocordulia macrops
Apocordulia macrops là loài chuồn chuồn trong họ Synthemistidae. Loài này được Watson mô tả khoa học đầu tiên năm 1980.